# Simon Strantzas
Simon Strantzas, född 1972 i Toronto, Kanada, är en kanadensisk författare inom genren spekulativ fiktion. Han är huvudsakligen aktiv som novellist och har publicerat berättelser i ett flertal antologier, däribland Best New Horror, The Year's Best Dark Fantasy & Horror och The Best Horror of the Year. Han har givit ut sex novellsamlingar och nominerats till World Fantasy Award och British Fantasy Award. Burnt Black Suns, hans fjärde novellsamling, gavs 2016 ut på italienska under titeln Solo carbonizzati.
Stranzas är även aktiv som redaktör av novellantologier. För Aickman's Heirs vann han Shirley Jackson Award 2016.

### Novellsamlingar
- Beneath the Surface (2008)
- Cold to the Touch (2009)
- Nightingale Songs (2012)
- Burnt Black Suns (2014)
- Nothing Is Everything (2018)
- Only the Living Are Lost (2023)

### Som redaktör
- Shadows Edge (2013)
- Aickman's Heirs (2015)
- Year's Best Weird Fiction: Volume Three (med Michael Kelly) (2016)

## Litterära utmärkelser
- Shirley Jackson Award 2016